# Tour de França de 2017
El Tour de França de 2017 va ser l'edició 104 del Tour de França. La cursa començà l'1 de juliol amb una contrarellotge individual a Düsseldorf, i finalitzà als Camps Elisis de París el 23 de juliol després de 3.540 km repartits entre 21 etapes. Un total de 198 ciclistes pertanyents a 22 equips iniciaren la cursa.
El vencedor final fou el britànic Chris Froome, del Team Sky, en el que era la seva quarta victòria en la general, stercera de consecutiva. En segona posició quedà el francès Rigoberto Urán (Cannondale-Drapac) i la tercera posició fou per Romain Bardet (AG2R La Mondiale). El classificació de la muntanya va ser pel francès Warren Barguil (Team Sunweb) que també aconseguí el Premi de la combativitat. L'australià Michael Matthews (Team Sunweb) guanyà la Classificació per punts, i la Classificació dels joves fou pel britànic Simon Yates (Orica-Scott). El Team Sky fou el vencedor de la Classificació per equips.

## Presentació

### Recorregut
Inicialment la sortida havia de tenir lloc a Londres, però poc abans de l'anunci oficial la ciutat es va fer enrere. Finalment va ser escollida la ciutat de Düsseldorf per acollir la sortida el Tour. Aquesta és la quarta vegada que la sortida es fa des d'Alemanya, després de les sortides a Colònia el 1965, Frankfurt el 1980 i Berlín Occidental el 1987. La primera etapa consistirà en una contrarellotge individual de 13 km. El Tour sols estarà un dia i mig a Alemanya, ja que la segona etapa, que també surt de Düsseldorf, finalitza a Bèlgica.

#### Primera setmana: Ardenes, Vosges i Jura
L'arribada a Bèlgica es fa a Lieja en una etapa destinada als velocistes. La tercera etapa transcorre per quatre països: Bèlgica, Alemanya, Luxemburg, abans d'arribar a França, a Longwy, en un final amb una cota de tercera. L'endemà la cursa comença a Luxemburg, a Mondorf-les-Bains per finalitzar a la ciutat balneari de Vittel. Des d'aquesta ciutat sortirà la primera etapa important pels favorits a la classificació general, amb final a la Planche des Belles Filles, als Vosges. Vesoul, dona la benvinguda a l'inici de la sisena etapa fins a Troyes, i d'aquí, cap al sud, fins a Nuits-Saint-Georges,en dues etapes previstes pel lluïment dels velocistes.
El cap de setmana es disputa per la serralada del Jura, amb una primera etapa entre Dole i de l'estació de Rousses, amb un port de primera a manca de tan sols 12 km per l'arribada. Finalment, el diumenge la cursa proposa una etapa d'alta muntanya entre Nantuat i Chambèri. El gran grup s'enfrontarà a les tres ascensions més difícils del Jura, totes classificades de categoria especial : el Coll de la Biche, el Coll de Grand Colombier i el Mont du Chat, que va ser testimoni de quan Raymond Poulidor va deixar Eddy Merckx el 1974.

### Equips participants
Al Tour de França, en tant que prova World Tour, hi prenen part els 18 equips World Tour i l'organitzador convida quatre equips continentals professionals per acabar de completar els 22 equips. Aquests quatre equips foren fets públics el 26 de gener de 2017:
| WorldTeams (18)- AG2R La Mondiale - Astana - Bahrain-Merida - BMC Racing Team - Bora-Hansgrohe - Cannondale-Drapac - Dimension Data - FDJ - Katusha-Alpecin - Lotto NL-Jumbo - Lotto-Soudal - Movistar Team - Orica-Scott - Quick-Step Floors - Sky - Team Sunweb - Trek-Segafredo - UAE Team Emirates Equips continentals professionals (4)- Cofidis, Solutions Crédits - Direct Énergie - Fortuneo-Oscaro - Wanty-Groupe Gobert |
| |

## Etapes
L'edició 104 del Tour de França començarà el dissabte 1 de juliol de 2017 a Düsseldorf, Alemanya amb una contrarellotge individual de 14 quilòmetres. Els ciclistes hauran de recórrer 3.540 quilòmetres en 21a etapes. Hi haurà dos dies de descans: el 10 i 17 de juliol. · .
| Etapa     | Data      | Ciutats d'etapa                             | type                      | Distància (km) | Vencedor de l'etapa  | Líder de la general |
| --------- | --------- | ------------------------------------------- | ------------------------- | -------------- | -------------------- | ------------------- |
| 1a etapa  | 1 de jul  | Düsseldorf (GER) – Düsseldorf (GER)         | contrarellotge individual | 14             | Geraint Thomas       | Geraint Thomas      |
| 2a etapa  | 2 de jul  | Düsseldorf (GER) – Liège (BEL)              | etapa plana               | 203,5          | Marcel Kittel        | Geraint Thomas      |
| 3a etapa  | 3 de jul  | Verviers (BEL) – Longwy                     | etapa accidentada         | 212,5          | Peter Sagan          | Geraint Thomas      |
| 4a etapa  | 4 de jul  | Mondorf-les-Bains (LUX) – Vittel            | etapa plana               | 207,5          | Arnaud Démare        | Geraint Thomas      |
| 5a etapa  | 5 de jul  | Vittel – La Planche des Belles Filles       | etapa de mitja muntanya   | 160,5          | Fabio Aru            | Christopher Froome  |
| 6a etapa  | 6 de jul  | Vesoul – Troyes                             | etapa plana               | 216            | Marcel Kittel        | Christopher Froome  |
| 7a etapa  | 7 de jul  | Troyes – Nuits-Saint-Georges                | etapa plana               | 213,5          | Marcel Kittel        | Christopher Froome  |
| 8a etapa  | 8 de jul  | Dole – Station des Rousses                  | etapa de mitja muntanya   | 187,5          | Lilian Calmejane     | Christopher Froome  |
| 9a etapa  | 9 de jul  | Nantua – Chambèri                           | etapa de muntanya         | 181,5          | Rigoberto Urán       | Christopher Froome  |
|           | 10 jul.   | Dia de descans a Dordonya                   | Dia de descans            |                |                      |                     |
| 10a etapa | 11 de jul | Perigús – Brageirac                         | etapa plana               | 178            | Marcel Kittel        | Christopher Froome  |
| 11a etapa | 12 de jul | Aimet – Pau                                 | etapa plana               | 203,5          | Marcel Kittel        | Christopher Froome  |
| 12a etapa | 13 de jul | Pau – Peyragudes                            | etapa de muntanya         | 214,5          | Romain Bardet        | Fabio Aru           |
| 13a etapa | 14 de jul | Sent Gironç – Foix                          | etapa de muntanya         | 101            | Warren Barguil       | Fabio Aru           |
| 14a etapa | 15 de jul | Blanhac – Rodés                             | etapa accidentada         | 181,5          | Michael Matthews     | Christopher Froome  |
| 15a etapa | 16 de jul | Laissac-Sévérac-l'Église – Lo Puèi de Velai | etapa de mitja muntanya   | 189,5          | Bauke Mollema        | Christopher Froome  |
|           | 17 juil.  | Dia de descans a Lo Puèi de Velai           | Dia de descans            |                |                      |                     |
| 16a etapa | 18 de jul | Lo Puèi de Velai – Rumans d'Isèra           | etapa accidentada         | 165            | Michael Matthews     | Christopher Froome  |
| 17a etapa | 19 de jul | La Mura – Serre Chevalier                   | etapa de muntanya         | 183            | Primož Roglič        | Christopher Froome  |
| 18a etapa | 20 de jul | Briançon – Izoard                           | etapa de muntanya         | 179,5          | Warren Barguil       | Christopher Froome  |
| 19a etapa | 21 de jul | Ambrun – Saló de Provença                   | etapa accidentada         | 222,5          | Edvald Boasson Hagen | Christopher Froome  |
| 20a etapa | 22 de jul | Marsella – Marsella                         | contrarellotge individual | 22,5           | Maciej Bodnar        | Christopher Froome  |
| 21a etapa | 23 de jul | Montgeron – París - Camps Elisis            | etapa plana               | 103            | Dylan Groenewegen    | Christopher Froome  |

## Classificacions finals

### Classificació general
| \| Classificació general \| Classificació general \| Classificació general \| Classificació general \| Classificació general \| \| Corredor \| Corredor \| Equip \| Temps \| \| \| --------------------- \| ------------------------ \| --------------------- \| --------------------- \| --------------------- \| \| 1r \| Christopher Froome \| Team Sky \| 86h 20' 55" \| \| \| 2n \| Rigoberto Urán \| Cannondale-Drapac \| + 54" \| \| \| 3r \| Romain Bardet \| AG2R La Mondiale \| + 2' 20" \| \| \| 4t \| Mikel Landa Meana \| Team Sky \| + 2' 21" \| \| \| 5è \| Fabio Aru \| Astana \| + 3' 05" \| \| \| 6è \| Daniel Martin \| Quick-Step Floors \| + 4' 42" \| \| \| 7è \| Simon Yates \| Orica-Scott \| + 6' 14" \| \| \| 8è \| Louis Meintjes \| UAE Team Emirates \| + 8' 20" \| \| \| 9è \| Alberto Contador Velasco \| Trek-Segafredo \| + 8' 49" \| \| \| 10è \| Warren Barguil \| Team Sunweb \| + 9' 25" \| \| \| 11è \| Damiano Caruso \| BMC Racing Team \| + 14' 48" \| \| \| 12è \| Nairo Quintana Rojas \| Movistar Team \| + 15' 28" \| \| \| 13è \| Alexis Vuillermoz \| AG2R La Mondiale \| + 24' 38" \| \| \| 14è \| Mikel Nieve Iturralde \| Team Sky \| + 25' 28" \| \| \| 15è \| Emanuel Buchmann \| Bora-Hansgrohe \| + 33' 21" \| \| \| 16è \| Brice Feillu \| Fortuneo-Oscaro \| + 36' 46" \| \| \| 17è \| Bauke Mollema \| Trek-Segafredo \| + 37' 43" \| \| \| 18è \| Carlos Betancur Gómez \| Movistar Team \| + 37' 47" \| \| \| 19è \| Serge Pauwels \| Dimension Data \| + 39' 36" \| \| \| 20è \| Tiesj Benoot \| Lotto-Soudal \| + 42' 04" \| \| \| 21è \| Tony Gallopin \| Lotto-Soudal \| + 42' 39" \| \| \| 22è \| Jan Bakelants \| AG2R La Mondiale \| + 50' 04" \| \| \| 23è \| Guillaume Martin \| Wanty-Groupe Gobert \| + 53' 52" \| \| \| 24è \| Roman Kreuziger \| Orica-Scott \| + 59' 58" \| \| \| 25è \| Sylvain Chavanel \| Direct Énergie \| + 1h 04' 22" \| \| |                          |                     |              |
| |                          |                     |              |
| Fonts: ProCyclingStats Cycling Quotient |                          |                     |              |
| Classificació general |                          |                     |              |
| Corredor | Corredor                 | Equip               | Temps        |
| 1r | Christopher Froome       | Team Sky            | 86h 20' 55"  |
| 2n | Rigoberto Urán           | Cannondale-Drapac   | + 54"        |
| 3r | Romain Bardet            | AG2R La Mondiale    | + 2' 20"     |
| 4t | Mikel Landa Meana        | Team Sky            | + 2' 21"     |
| 5è | Fabio Aru                | Astana              | + 3' 05"     |
| 6è | Daniel Martin            | Quick-Step Floors   | + 4' 42"     |
| 7è | Simon Yates              | Orica-Scott         | + 6' 14"     |
| 8è | Louis Meintjes           | UAE Team Emirates   | + 8' 20"     |
| 9è | Alberto Contador Velasco | Trek-Segafredo      | + 8' 49"     |
| 10è | Warren Barguil           | Team Sunweb         | + 9' 25"     |
| 11è | Damiano Caruso           | BMC Racing Team     | + 14' 48"    |
| 12è | Nairo Quintana Rojas     | Movistar Team       | + 15' 28"    |
| 13è | Alexis Vuillermoz        | AG2R La Mondiale    | + 24' 38"    |
| 14è | Mikel Nieve Iturralde    | Team Sky            | + 25' 28"    |
| 15è | Emanuel Buchmann         | Bora-Hansgrohe      | + 33' 21"    |
| 16è | Brice Feillu             | Fortuneo-Oscaro     | + 36' 46"    |
| 17è | Bauke Mollema            | Trek-Segafredo      | + 37' 43"    |
| 18è | Carlos Betancur Gómez    | Movistar Team       | + 37' 47"    |
| 19è | Serge Pauwels            | Dimension Data      | + 39' 36"    |
| 20è | Tiesj Benoot             | Lotto-Soudal        | + 42' 04"    |
| 21è | Tony Gallopin            | Lotto-Soudal        | + 42' 39"    |
| 22è | Jan Bakelants            | AG2R La Mondiale    | + 50' 04"    |
| 23è | Guillaume Martin         | Wanty-Groupe Gobert | + 53' 52"    |
| 24è | Roman Kreuziger          | Orica-Scott         | + 59' 58"    |
| 25è | Sylvain Chavanel         | Direct Énergie      | + 1h 04' 22" |

### Altres classificacions
|   | Ciclista             | Equip                | Punts |
| - | -------------------- | -------------------- | ----- |
| 1 | Michael Matthews     | Team Sunweb          | 370   |
| 2 | André Greipel        | Lotto-Soudal         | 234   |
| 3 | Edvald Boasson Hagen | Team Dimension Data  | 220   |
| 4 | Alexander Kristoff   | Team Katusha-Alpecin | 174   |
| 5 | Sonny Colbrelli      | Bahrain-Merida       | 168   |

|   | Ciclista        | Equip               | Punts |
| - | --------------- | ------------------- | ----- |
| 1 | Warren Barguil  | Team Sunweb         | 169   |
| 2 | Primož Roglič   | Team Lotto NL-Jumbo | 80    |
| 3 | Thomas De Gendt | Lotto-Soudal        | 64    |
| 4 | Darwin Atapuma  | UAE Team Emirates   | 55    |
| 5 | Chris Froome    | Team Sky            | 51    |

|   | Ciclista         | Equip               | Temps       |
| - | ---------------- | ------------------- | ----------- |
| 1 | Simon Yates      | Orica-Scott         | 86h 27' 09" |
| 2 | Louis Meintjes   | UAE Team Emirates   | + 2'06"     |
| 3 | Emanuel Buchmann | Bora-Hansgrohe      | + 27'07"    |
| 4 | Tiesj Benoot     | Lotto-Soudal        | + 35'50"    |
| 5 | Guillaume Martin | Wanty-Groupe Gobert | + 47'38"    |

|   | Equip            | Temps        |
| - | ---------------- | ------------ |
| 1 | Team Sky         | 259h 21' 06" |
| 2 | AG2R La Mondiale | + 7'14"      |
| 3 | Trek-Segafredo   | + 1h 44'46"  |
| 4 | BMC Racing Team  | + 1h 49'49"  |
| 5 | Orica-Scott      | + 1h 52'21"  |

## Evolució de les classificacions
Al Tour de França de 2017 hi ha quatre classificacions individuals principals, així com una classificació per equips. La més important és la Classificació general, que es calcula a partir de la suma de temps dels ciclistes en finalitzar les diferents etapes. El ciclista amb un menor temps acumulat és el líder de la cursa, i és identificat amb un mallot groc; el vencedor d'aquesta classificació és considerat el vencedor del Tour. El 2017 s'estableixen unes bonificacions de temps de 10, 6 i 4 segons en l'arribada de les etapes en línia.
La Classificació per punts es premia amb un mallot verd. En aquesta classificació els ciclistes aconsegueixen punts segons la seva classificació en acabar l'etapa, així com en els esprints intermedis. El ciclista que aconsegueix més punts és el líder de la classificació i és identificat amb un mallot verd.
En la classificació de la muntanya s'atorguen punts als ciclistes que passen primer pels diferents ports de muntanya que hi ha durant el recorregut. L'organització categoritza els ports com a ports de categoria especial, primera, segona, tercera i quarta categoria. El ciclista que aconsegueix més punts és identificat amb un mallot blanc a punts vermells.
La Classificació dels joves, identificat amb un mallot blanc, és calculada de la mateixa forma que la classificació general, però en aquesta classificació sols hi poden prendre part els nascuts a partir de 1992.
La Classificació per equips es calcula a partir de la suma de temps dels tres millors ciclistes de cada equip en cada etapa. L'equip que aconsegueix un menor temps és el vencedor. Els ciclistes de l'equip són identificats amb un dorsal i casc de color groc.
A banda, s'entrega el premi a la combativitat. Després de cada etapa el ciclista més combatiu rep un reconeixement per part d'un jurat. L'endemà aquest ciclista durà el dorsal de color vermell penjat al seu mallot. En acabar el Tour de França el ciclista que ha rebut més vots durant totes les etapes és reconegut com el més combatiu.
| Etapa | Vencedor             | Classificació general | Classificació per punts | Classificació de la muntanya | Classificació dels joves | Classificació per equips | Premi de la combativitat |
| ----- | -------------------- | --------------------- | ----------------------- | ---------------------------- | ------------------------ | ------------------------ | ------------------------ |
| 1     | Geraint Thomas       | Geraint Thomas        | Geraint Thomas          | no entregat                  | Stefan Küng              | Team Sky                 | no entregat              |
| 2     | Marcel Kittel        | Geraint Thomas        | Marcel Kittel           | Taylor Phinney               | Stefan Küng              | Team Sky                 | Yoann Offredo            |
| 3     | Peter Sagan          | Geraint Thomas        | Marcel Kittel           | Nathan Brown                 | Pierre Latour            | Team Sky                 | Lilian Calmejane         |
| 4     | Arnaud Démare        | Geraint Thomas        | Arnaud Démare           | Nathan Brown                 | Pierre Latour            | Team Sky                 | Guillaume Van Keirsbulck |
| 5     | Fabio Aru            | Chris Froome          | Arnaud Démare           | Fabio Aru                    | Simon Yates              | Team Sky                 | Philippe Gilbert         |
| 6     | Marcel Kittel        | Chris Froome          | Arnaud Démare           | Fabio Aru                    | Simon Yates              | Team Sky                 | Vegard Stake Laengen     |
| 7     | Marcel Kittel        | Chris Froome          | Marcel Kittel           | Fabio Aru                    | Simon Yates              | Team Sky                 | Dylan van Baarle         |
| 8     | Lilian Calmejane     | Chris Froome          | Marcel Kittel           | Lilian Calmejane             | Simon Yates              | Team Sky                 | Lilian Calmejane         |
| 9     | Rigoberto Urán       | Chris Froome          | Marcel Kittel           | Warren Barguil               | Simon Yates              | Team Sky                 | Warren Barguil           |
| 10    | Marcel Kittel        | Chris Froome          | Marcel Kittel           | Warren Barguil               | Simon Yates              | Team Sky                 | Elie Gesbert             |
| 11    | Marcel Kittel        | Chris Froome          | Marcel Kittel           | Warren Barguil               | Simon Yates              | Team Sky                 | Maciej Bodnar            |
| 12    | Romain Bardet        | Fabio Aru             | Marcel Kittel           | Warren Barguil               | Simon Yates              | Team Sky                 | Steve Cummings           |
| 13    | Warren Barguil       | Fabio Aru             | Marcel Kittel           | Warren Barguil               | Simon Yates              | Team Sky                 | Alberto Contador         |
| 14    | Michael Matthews     | Chris Froome          | Marcel Kittel           | Warren Barguil               | Simon Yates              | Team Sky                 | Thomas De Gendt          |
| 15    | Bauke Mollema        | Chris Froome          | Marcel Kittel           | Warren Barguil               | Simon Yates              | Team Sky                 | Bauke Mollema            |
| 16    | Michael Matthews     | Chris Froome          | Marcel Kittel           | Warren Barguil               | Simon Yates              | Team Sky                 | Sylvain Chavanel         |
| 17    | Primoz Roglic        | Chris Froome          | Michael Matthews        | Warren Barguil               | Simon Yates              | Team Sky                 | Alberto Contador         |
| 18    | Warren Barguil       | Chris Froome          | Michael Matthews        | Warren Barguil               | Simon Yates              | Team Sky                 | Darwin Atapuma           |
| 19    | Edvald Boasson Hagen | Chris Froome          | Michael Matthews        | Warren Barguil               | Simon Yates              | Team Sky                 | Jens Keukeleire          |
| 20    | Maciej Bodnar        | Chris Froome          | Michael Matthews        | Warren Barguil               | Simon Yates              | Team Sky                 | no entregat              |
| 21    | Dylan Groenewegen    | Chris Froome          | Michael Matthews        | Warren Barguil               | Simon Yates              | Team Sky                 | no entregat              |
| Final | Final                | Chris Froome          | Michael Matthews        | Warren Barguil               | Simon Yates              | Team Sky                 | Warren Barguil           |